# Arthur Eugen Kressmann
Arthur Eugen Kressmann (ur. 1846, zm. po 1900) – gdański kupiec i portugalski urzędnik konsularny.
Właściciel firmy Arthur Kressmann. Wybrany radnym m. Gdańska (1885-1892), gdzie pełnił też funkcję nieetatowego radcy. Władze Portugalii powierzyły mu stanowisko kierownika konsulatu Portugalii w Gdańsku w randze wicekonsula (1876-1884).